# 子孫林
子孙林乃一古老的中国传统婚禮儀式，即婚时植树造林，以供新婚夫妇日后生活，赡养老人和为老人送终之需。此礼含造福子孙之意，可依时令在婚礼上或婚礼后择日举行，其树种多为当地乡土树种。例如在安溪，新人须在茶园交换茶苗，共植同心树。
此礼现时在中国大陆多在举行中式集体婚礼时进行。